# Відкрито-замкнута множина

Приклади відкрито-замкнутих множин: (1) кожен з трьох великих графів, (2) сума будь-яких двох графіків, і (3) сума всіх трьох графіків

Відкрито-замкнута множина — підмножина топологічного простору, яка є в ньому водночас відкритою і замкнутою.

## Приклади
- У кожному топологічному просторі X, порожня множина і весь простір X є відкрито-замкнутими множинами.
- Нехай простір  X  = [0,1] ∪ [2,3] буде оснащений топологією підпростору, успадкованою від звичайної топології дійсних чисел. Тоді простір X має такі відкрито-замкнуті підмножини: порожня множина,  X , [0,1], [2,3].
- Розглянемо топологічний простір {\displaystyle {\mathbb {Q} }} раціональних чисел з топологією підпростору, успадкованою від дійсної прямої. Тоді множина  {\displaystyle A=\{r\in {\mathbb {Q} }:r^{2}<2\}} є відкрито-замкнутою підмножиною {\displaystyle {\mathbb {Q} }}. У більш загальному випадку, якщо {\displaystyle I}  інтервал кінці якого є ірраціональними числами, то {\displaystyle I\cap {\mathbb {Q} }} є відкрито-замкнутою підмножиною {\displaystyle {\mathbb {Q} }} (хоча ця множина не є ні відкритою, ні замкнутою у просторі {\displaystyle \mathbb {R} }) ,
- Якщо {\displaystyle J\subseteq {\mathbb {R} }} є інтервалом кінці якого є раціональними числами то {\displaystyle J\setminus {\mathbb {Q} }} є відкрито-замкнутою підмножиною простору ірраціональних чисел {\displaystyle {\mathbb {R} }\setminus {\mathbb {Q} }} (але ця множина не є ні відкритою, ні замкнутою в {\displaystyle {\mathbb {R} }}).

## Властивості
- Топологічний простір X є зв'язаним тоді і тільки тоді, коли єдиними відкрито-замкнутими підмножинами в X є порожня множина і весь простір X.
- Відкрито-замкнута підмножина є об'єднанням компонент зв'язності простору.
- Якщо у просторі всі компоненти зв'язності є відкритими то його підмножина є відкрито-замкнутою тоді і тільки тоді, коли вона є об'єднанням компонент зв'язності простору.
- Множина є відкрито-замкнутою тоді і тільки тоді, коли її межа є порожньою.
- Топологічний простір є дискретним тоді і тільки тоді, коли всі його підмножини є відкрито-замкнутими.
- Набір Clop(X) всіх відкрито-замкнутих підмножин простору {\displaystyle X} утворює алгебру підмножин цього простору. Зокрема, структура {\displaystyle ({\rm {Clop}}(X),\cup ,\cap ,{}^{\prime },\varnothing ,X)} є булевою алгеброю.
- Теорема Стоуна про представлення булевих алгебр стверджує, що довільна булева алгебра ізоморфна з алгебрі відкрито-замкнутих підмножин деякого топологічного простору.